# سعید بریاتسکی
سعید بریاتسکی (انگلیسی: Said Buryatsky؛ ۱۰ فوریه ۱۹۸۲ – ۲ مارس ۲۰۱۰) رهبر نظامی اسلام‌گرا در قفقاز شمالی، روسیه بود. وی با استفاده از یوتیوب به نشر افکار اسلام رادیکالی می‌پرداخت.